# Eliziane Gama
Eliziane Pereira Gama Melo (Monção, 27 de fevereiro de 1977) é uma jornalista e política brasileira, filiada ao Partido Social Democrático (PSD). Atualmente é senadora pelo estado do Maranhão, tendo exercido anteriormente o cargo de deputada federal.

## Biografia
Nasceu em Araguanã (na época parte do município de Monção, no Maranhão) no dia 27 de fevereiro de 1977. É a quinta filha do casal Domingos Newton Gama e Dalvina de Jesus Pereira. Na adolescência mudou-se para a capital maranhense para estudar jornalismo, e aos 17 anos ingressou na Universidade Federal do Maranhão.
Foi candidata pela primeira vez a um cargo político no ano de 2006, sendo eleita deputada estadual. Foi reeleita deputada estadual pelo PPS em 2010. Foi candidata à prefeitura de São Luís em 2012, não se elegendo. Em 2014 foi eleita deputada federal. 
Em 2018, Eliziane Gama disputou o Senado pelo Maranhão pelo então Partido Popular Socialista (PPS), sendo eleita com 1.539.942 votos.
Filiou-se ao Partido Social Democrático em 31 de janeiro de 2023. 

## Carreira Política

### Deputada Estadual
Candidata a um cargo político pela primeira vez no ano de 2006, Eliziane Gama foi eleita deputada estadual aos 29 anos com mais de15 mil votos. Em 2010, dobrou a quantidade de votos e se reelegeu deputada estadual com 37 mil votos.

### Candidata à prefeitura de São Luís
Nas eleições de 2012, para a prefeitura de São Luís, Eliziane foi a única mulher que concorreu, ficando em terceiro lugar, com mais de 70 mil votos. Candidatou-se, novamente sem êxito, às eleições de 2016, ficando em quarto lugar com 31,5 mil votos.

### Deputada Federal
Nas eleições de 2014, foi no Maranhão a única mulher eleita deputada federal, com 133.575 votos. Em 2015, foi considerada uma das mais atuantes pelo Congresso Em Foco e foi a segunda parlamentar que menos gastou na Câmara dos Deputados.
No mesmo ano destacou-se como membro da CPI da Petrobras e coordenadora da Comissão Externa que acompanha o cancelamento das refinarias do Maranhão e Ceará. Também foi titular da Comissão de Segurança e Comissão do Consumidor. Em 17 de abril de 2016, votou a favor do prosseguimento do processo de impeachment contra a então presidente Dilma Rousseff. No dia 25 de outubro de 2017, votou a favor da investigação contra o presidente Michel Temer por corrupção passiva. 

### Senado Federal

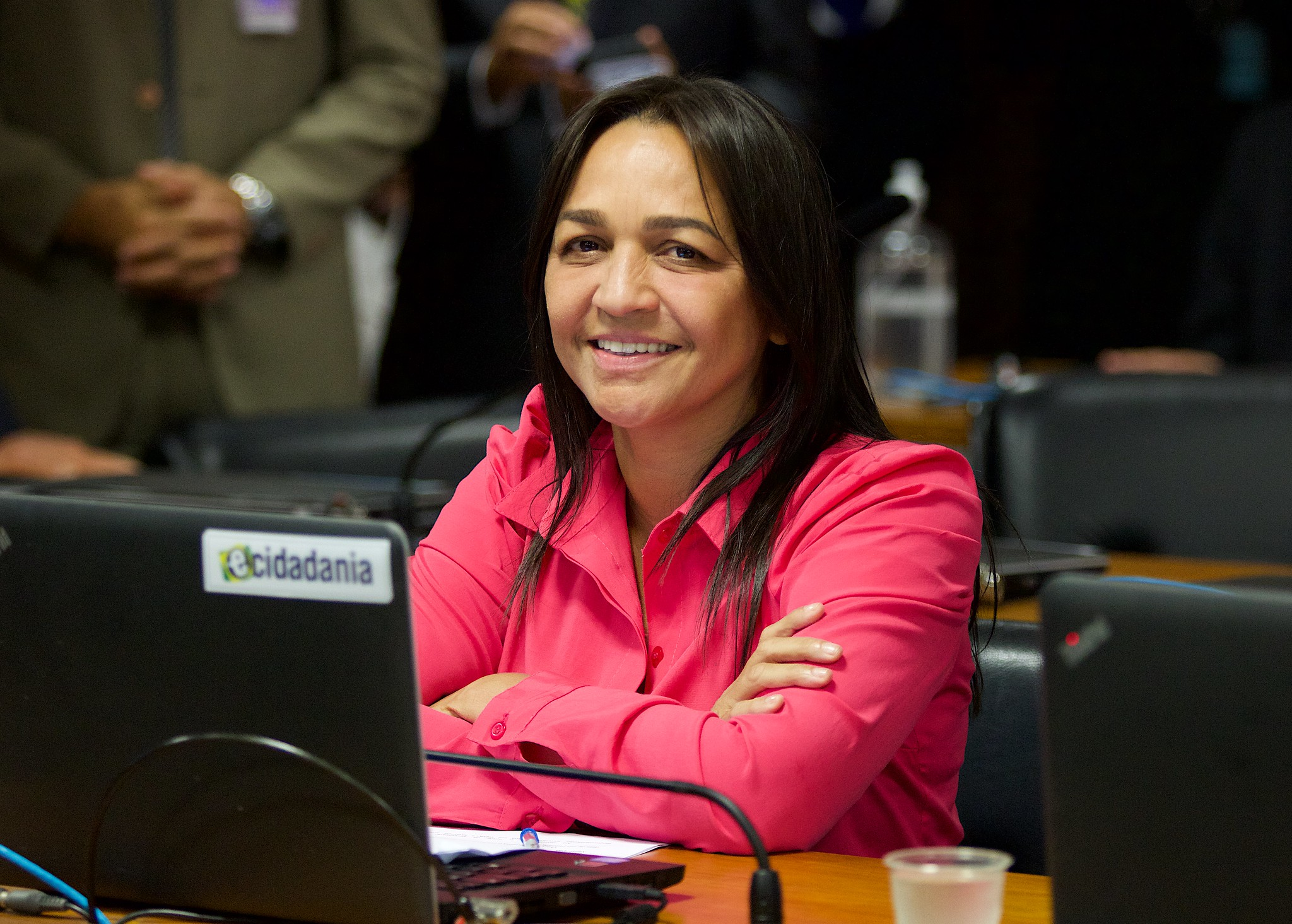
Eliziane em comissão do Senado

No dia 28 de julho de 2018, data da convenção Todos pelo Maranhão, foi homologada como candidata ao Senado Federal, na chapa do então governador do Maranhão, Flávio Dino (na época, do PCdoB). O deputado federal Pedro Fernandes (PTB) foi anunciado como seu primeiro suplente.
Em 7 de outubro de 2018, se elegeu senadora pelo Maranhão. Na eleição presidencial em 2018, apoiou Fernando Haddad à presidência da República.
No início do mandato, foi escolhida líder da bancada do PPS na Casa. Em junho de 2019, votou contra o Decreto das Armas do governo, que flexibilizava porte e posse para o cidadão.
Em dezembro de 2021, Eliziane Gama foi designada relatora da sabatina de André Mendonça, indicado para uma vaga no Supremo Tribunal Federal.
Eliziane Gama foi eleita por jornalistas, em 21 de setembro de 2023, como a melhor senadora do Brasil no Prêmio Congresso em Foco 2023.

## Desempenho eleitoral
| Ano  | Eleição               | Cargo             | Partido | Coligação                                                                                         | Vice ou suplente de senador                   | Votos              | Resultado                       |
| ---- | --------------------- | ----------------- | ------- | ------------------------------------------------------------------------------------------------- | --------------------------------------------- | ------------------ | ------------------------------- |
| 2006 | Estadual do Maranhão  | Deputada Estadual | PPS     | PPS / PAN                                                                                         |                                               | 15.084 (0,62%)     | Eleita (39º lugar)              |
| 2010 | Estadual do Maranhão  | Deputada Estadual | PPS     | PPS / PCdoB / PSB                                                                                 |                                               | 37.067 (1,35%)     | Reeleita (22º lugar)            |
| 2012 | Municipal de São Luís | Prefeita          | PPS     | sem coligação                                                                                     | Roberto Campos (PPS)                          | 70.582 (13,81%)    | Não eleita (3º lugar)           |
| 2014 | Estadual do Maranhão  | Deputada Federal  | PPS     | PPS / PCdoB / PSB / SD / PP / PSDB                                                                |                                               | 133.575 (4,76%)    | Eleita (1º lugar, única mulher) |
| 2016 | Municipal de São Luís | Prefeita          | PPS     | PPS / PSDB / PSDC / PTN / PRTB / REDE / PTdoB / SD / PV                                           | José Joaquim (PSDB)                           | 32.500 (6,19%)     | Não eleita (4º lugar)           |
| 2018 | Estadual do Maranhão  | Senadora          | PPS     | PPS / PCdoB / PRB / PDT / DEM / PSB / PR / PP / PROS / PT / PTB / PATRI / PTC / SD / PPL / AVANTE | Pedro Fernandes (PTB), Dr. Bene Camacho (PTB) | 1.539.942 (27,00%) | Eleita (2º lugar)               |

## Condecorações
| Insígnia | País   | Honra                                 | Data                   |
| -------- | ------ | ------------------------------------- | ---------------------- |
|          | Brasil | Grande Oficial da Ordem de Rio Branco | 21 de novembro de 2023 |